# Titz
Titz is een plaats en gemeente in de Duitse deelstaat Noordrijn-Westfalen, gelegen in de Kreis Düren. Titz telt 8.617 inwoners (31 december 2020) op een oppervlakte van 68,52 km².

## Plaatsen in de gemeente Titz
De gemeente Titz bestaat sinds 1975 uit 16 kernen:
- Ameln
- Bettenhoven
- Gevelsdorf
- Hasselsweiler
- Höllen
- Hompesch
- Jackerath
- Kalrath
- Müntz
- Mündt
- Opherten
- Ralshoven
- Rödingen
- Sevenich
- Spiel
- Titz

## Cultuur
- LVR-Kulturhaus Landsynagoge Rödingen, een voormalige synagoge. In het voorhuis geeft een permanente expositie inzicht van het Joodse leven in het Rijnland .

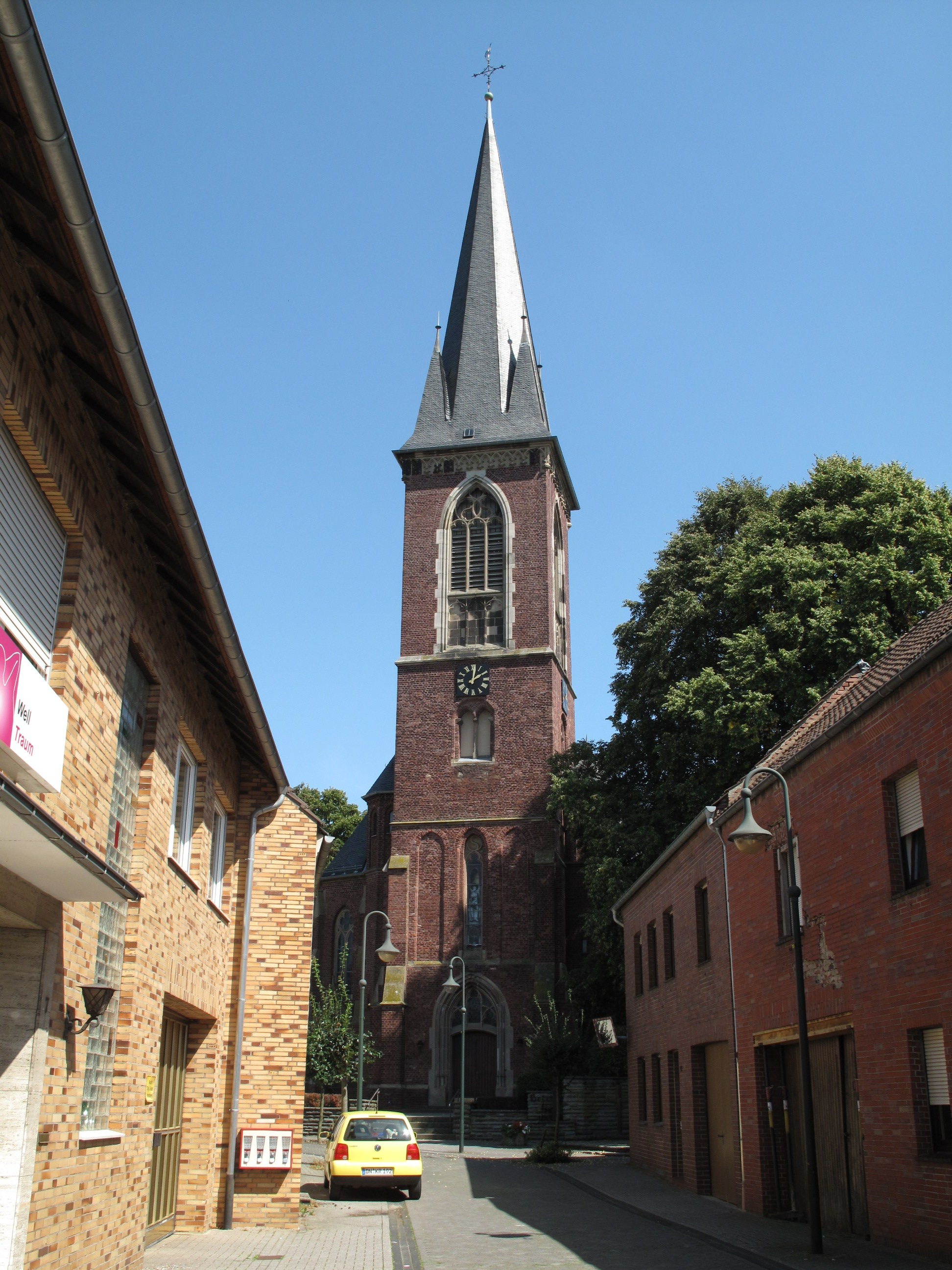
Titz, kerk

Aldenhoven · Düren · Heimbach · Hürtgenwald · 
Inden · Jülich · Kreuzau · Langerwehe · Linnich · Merzenich · Nideggen · Niederzier · Nörvenich · Titz · Vettweiß